# Sidônia de Poděbrady
Sidônia de Poděbrady (Poděbrady, 14 de novembro de 1449 – Tharandt, 1 de fevereiro de 1510) foi uma duquesa consorte da Saxônia. Ela era filha de Jorge de Poděbrady, Rei da Boêmia, e de sua primeira esposa, Cunegunda de Sternberg. Ela era a irmã gêmea da Rainha Consorte Catarina da Hungria e Croácia, esposa de Matias I da Hungria.

## Início de vida
Sidônia e Catarina nasceram em 14 de novembro de 1449. A mãe das meninas, Cunegunda, morreu de complicações do parto. O pai de Sidônia, se casou novamente, com Joana de Rožmitál, que deu a Jorge ,mais filhos, incluindo Ludmila de Poděbrady.
Sidônia tinha quatro irmãos mais velhos, mas nenhum de seus irmãos herdaram a Boêmia de seu pai. A coroa passou, então, para Vladislau II da Hungria.
Os avós paternos de Sidônia foram Vítek de Poděbrady e  Ana de Vartenberk. Seus avós maternos foram Smil de Sternberg e  Bárbara de Pardubice.

## Casamento
Um contrato de casamento foi assinado, em 11 de novembro de 1459, para o casamento de Sidônia e Alberto III da Saxônia, filho de Frederico II, Eleitor da Saxônia. Casaram-se em 11 de Maio de 1464. Sidônia seguiu o seu marido para Mísnia, e a consumação do seu casamento se deu em maio de 1464, no Castelo de Tharandt. Quatro meses após o casamento, o pai de Alberto morreu e ele tornou-se Duque da Saxônia com Sidônia como Duquesa Consorte. 
Sidônia era uma piedosa mulher católica que abominava a violência. Ela, portanto, recusou-se a acompanhar o marido durante suas guerras, em Groninga e na Frísia. Em protesto, ela levou seus filhos para Albrechtsburg.
Em 1495, ela fundou o festival religioso do Lança do Destino, após se livrar de um cálculo renal.
Muitas de suas cartas correspondência foram preservadas, nas quais ela pede a libertação de prisioneiros. Em 12 de setembro de 1500, Alberto morreu, deixando Sidônia viúva. Ela se retirou da corte da Saxônia, e passou o resto de seus anos em Tharandt. Ali, ela morreu, em 1 de fevereiro de 1510. Sidônia foi sepultada na catedral de Mísnia.

## Descendência
Sidônia e Alberto estiveram casados por trinta e seis anos, durante os quais tiveram nove filhos:
- Catarina, Arquiduquesa da Áustria (Mísnia, de 24 de julho de 1468 – Gotinga, 10 de fevereiro de 1524), casou-se, primeiramente, em 24 de fevereiro de 1484, em Innsbruck, com o Duque Jacó, da Áustria, e pela segunda vez, em 1497, com o Duque Érico I de Brunsvique-Calenberg
- Jorge "O Barbudo" (Mísnia, 27 de agosto de 1471 – Dresden, 17 de abril de 1539)
- Henrique IV da Saxônia (Dresden, 16 de março de 1473 – Dresden, 8 de agosto de 1541)
- Frederico da Saxônia (Torgau, 26 de outubro de 1474 – Rochlitz, 14 de dezembro de 1510), Grão-Mestre dos Cavaleiros Teutônicos
- Ana (Dresden, 3 de agosto de 1478 – dDresden, 1479)
- Filho natimorto (1479)
- Luís (Torgau, 28 de setembro de 1481 – Torgau, 1498)
- João (Torgau, 24 de junho de 1484 - Torgau, 1484)
- João (Torgau, 2 de dezembro de 1498 – Torgau, 1498)[2]